# Gerrie Mühren
Gerardus Dominicus Hyacinthus Mühren, conhecido por Gerrie Mühren (2 de fevereiro de 1946 - 19 de setembro de 2013), foi um futebolista neerlandês que jogou como meio-campista. 

## Carreira
Mühren começou sua carreira no FC Volendam, antes de se mudar para o Ajax em 1968, ele ficou no clube até 1976. No Ajax, Müren ganhou três Liga dos Campeões da UEFA consecutivas (1970-71, 1971-72 e 1972-73). Ele marcou o gol de número 1000º do Ajax na Eredivisie contra o Telstar e o gol da vitória no segundo jogo da semi-final da Liga dos Campeões de 1972-73 contra o Real Madrid. 
Mais tarde ele jogou no Real Betis da Espanha e no Seiko de Hong Kong. Enquanto estava no Betis, eles ganharam a Copa del Rey de 1977, mas ele acabou não jogandou pois os estrangeiros não podiam jogar a competição.
Ele também jogou pelos clubes neerlandês MVV e DS '79. Mühren terminou sua carreira no Volendam em 1985.

## Carreira Internacional
Ele jogou pela Seleção Neerlandesa por 10 vezes, seu primeiro jogo foi contra a Inglaterra em novembro de 1969 e seu último jogo foi contra a Bélgica em novembro de 1973. 

## Aposentadoria e Morte
Depois de se aposentar como jogador, ele trabalhou como um olheiro no Ajax. Ele morreu de síndrome de Myelodysplastic, com 67 anos, em sua cidade natal de Volendam. 

## Títulos

### Clubes
Volendam
- Eerste Divisie: 1966-67

Ajax
- Eredivisie: 1969-70, 1971-72 e 1972-73
- Copa da Holanda: 1969-70, 1970-71 e 1971-72
- Liga dos Campeões: 1970-71, 1971-72 e 1972-73
- Supercopa européia: 1972 e 1973
- Copa Intercontinental : 1972

DS '79
- Eerste Divisie: 1982-83

Seiko
- Primeira Divisão da Hong Kong: 1981-82 e 1982-83